# Guerra Civil do Iêmen do Norte
A Guerra Civil do Iêmen do Norte foi travada no Iêmen do Norte, de  1962 a 1970, entre os monarquistas do Reino do Iêmen e os partidários da República Árabe do Iémen. O conflito foi desencadeado após um golpe de Estado realizado por revolucionários republicanos, liderados por  Abdullah as-Sallal,  que  depôs o recém-coroado Imã Muhammad al-Badr e proclamou a república, sob a presidência de Sallal, em 1962. O imã fugiu para a fronteira da Arábia Saudita, onde obteve apoio das tribos xiitas zaiditas do Iêmen do Norte para organizar a resistência ao golpe e retomar o poder. Logo os confrontos entre monarquistas e republicanos evoluiriam para uma prolongada guerra civil.
Durante o conflito, os republicanos formaram a República Árabe do Iémen, um Estado pan-árabe, que tinha fortes ligações com o regime de Nasser no Egito, que na época  era conhecido como República Árabe Unida). As forças leais ao Imã Muhammad  al-Badr, conhecidas como "realistas", receberam apoio diplomático da Grã-Bretanha e ajuda militar da Jordânia e da Arábia Saudita, que  enviou soldados mercenários europeus para reforçar as forças realistas. Já os republicanos foram apoiados pelo Egito e, aparentemente, teriam recebido aviões de guerra da União Soviética. Tanto tropas estrangeiras irregulares quanto tropas convencionais estiveram envolvidas. O presidente egípcio, Gamal Abdel Nasser, apoiou os republicanos com até 70.000 soldados. Apesar de vários movimentos militares e conferências de paz, a guerra afundou-se em um impasse.  Mais tarde, Nasser perceberia que seria difícil manter a participação do  exército egípcio e começou a retirar suas tropas. O comprometimento do Egito na guerra é considerado como tendo sido prejudicial ao seu desempenho na Guerra dos Seis Dias de junho de 1967
Em 1970, o Rei Faisal da Arábia Saudita, reconheceu a república, e uma trégua foi assinada. Historiadores e militares egípcios referem-se à guerra como Vietnã do Iêmen, em referência à Guerra do Vietnã. Já o historiador Michael Oren (atual embaixador de Israel nos EUA) escreveu que a aventura militar do Egito no Iêmen foi tão desastrosa que "a iminente Guerra do Vietnã poderia facilmente ter sido apelidada de Iêmen Americano."